# At Night I Fly
At Night I Fly är en svensk dokumentärfilm från 2011 med regi och manus av Michel Wenzer. Filmen belönades med en Guldbagge för bästa dokumentär och pris vid Tempo dokumentärfestival 2012.
Filmen skildrar den livstidsdömde amerikanske poeten Spoon Jackson, som sitter internerad på New Folsom Prison i Kalifornien. At Night I Fly premiärvisades den 25 november 2011 och 2012 visades den av Sveriges Television i en nedkortad version och gavs även ut på DVD.